# 1974年の文学
1974年の文学（1974ねんのぶんがく）では、1974年（昭和49年）の文学に関する出来事について記述する。

## できごと
- 1月16日 - 第70回芥川龍之介賞・直木三十五賞（1973年下半期）の選考委員会開催。
- 4月16日 - 岩手県江刺郡岩谷堂（現・奥州市江刺区）の向山公園に、「川端康成ゆかりの地」の記念碑が建立[1]。
- 5月25日 - 東京で日本アジア・アフリカ作家会議の発足集会が開かれる。中野重治・堀田善衛などが参加。
- 6月20日 - リチャード・バックの『かもめのジョナサン』の邦訳書が新潮社より刊行される。同書は1974年年間ベストセラーの総合1位を記録した[2]。
- 9月23日 - 花田清輝が死去。
- 11月1日 - 古田足日と田畑精一の絵本『おしいれのぼうけん』が童心社より刊行される[3]。

## 賞

### 芥川賞・直木賞
第70回（1973年下半期）
- 芥川賞 - 野呂邦暢『草のつるぎ』、森敦『月山』
- 直木賞 - 該当作なし

第71回（1974年上半期）
- 芥川賞 - 該当作なし
- 直木賞 - 藤本義一『鬼の詩』

### その他の賞
- 谷崎潤一郎賞（第10回） - 臼井吉見『安曇野』
- 泉鏡花文学賞（第2回） - 中井英夫『悪夢の骨牌』
- 群像新人文学賞（第17回） - 飯田章『迪子とその夫』、森本等『或る回復』、高橋三千綱『退屈しのぎ』

## 1974年の本

### 小説・戯曲
- 安部公房 『緑色のストッキング』（新潮社）
- 有吉佐和子 『真砂屋お峰』（中央公論社）
- 井出孫六 『アトラス伝説』（冬樹社）
- 河野典生 『ペインティング・ナイフの群像』（新潮社）
- 素九鬼子 『パーマネントブルー』（筑摩書房）、『大地の子守歌』（筑摩書房）
- 吉行淳之介 『鞄の中身』（講談社）
- ジョン・ル・カレ 『ティンカー、テイラー、ソルジャー、スパイ』　※邦訳は1975年に刊行

### その他
- 安部公房 『発想の周辺』（新潮社）
- 清水哲男 『水甕座の水』（紫陽社）
- 丸谷才一 『日本語のために』（新潮社）
- 古田足日・田畑精一 『おしいれのぼうけん』（童心社）
- 山田野理夫 『東北怪談の旅』（自由国民社）
- 吉田健一 『英国に就て』（筑摩書房）、『日本に就て』（筑摩書房）

## 死去
- 1月10日 - エドマンド・ブランデン、イギリスの詩人・文芸評論家。77歳没。
- 1月11日 - 山本有三、栃木県出身の小説家。86歳没。
- 7月4日 - ジョージェット・ヘイヤー、イギリスの作家。71歳没。
- 7月11日 - ペール・ラーゲルクヴィスト、スウェーデンの作家・詩人。1951年にノーベル文学賞を受賞した。83歳没。
- 7月29日 - エーリッヒ・ケストナー、ドイツの詩人・作家。75歳没。
- 8月9日 - 細田源吉、東京市出身の小説家。83歳没。
- 8月12日 - 中村白葉、日本のロシア文学者・翻訳家。83歳没。
- 9月23日 - 花田清輝、福岡県出身の評論家。65歳没。
- 10月21日 - 丸山薫、大分県出身の詩人。75歳没。
- 11月19日 - ルイーズ・フィッツヒュー、米国の児童文学作家。46歳没。
- 11月23日 - コーネリアス・ライアン、アイルランド出身のアメリカ人ジャーナリスト・著述家。54歳没。